# Hey Ghost, Let's Fight
Hey Ghost, Let's Fight (Hangul: 싸우자 귀신아; RR: Ssauja Gwisina) és una sèrie de televisió sud-coreana protagonitzada per Ok Taec-yeon, Kim So-hyun i Kwon Yul. Està adaptada del webtoon del mateix nom que es va serialitzar a Naver del 2007 al 2010. La sèrie es va emetre a la xarxa de cable tvN els dilluns i els dimarts a les 23:00 (KST) franja horària per a 16 capítols de l'11 de juliol al 30 d'agost de 2016 La sèrie va tenir una bona acollida nacional i internacional. Va ser classificat com el novè drama per cable més vist a Corea durant el 2016.